# Женская сборная Сирии по баскетболу 3×3
Женская сборная Сирии по баскетболу 3×3 представляет Сирию на международных соревнованиях по баскетболу 3×3. Управляющим органом является Федерация баскетбола Сирии.
По состоянию на 27 августа 2024, женская сборная Сирии по баскетболу 3×3 занимает 92-е место в мировом рейтинге ФИБА женских сборных по баскетболу 3×3.

## Результаты выступлений
| Турнир                           | Золото | Серебро | Бронза | Всего |
| -------------------------------- | ------ | ------- | ------ | ----- |
| Чемпионат мира по баскетболу 3×3 | —      | —       | —      | —     |
| Азиатские игры                   | —      | —       | —      | —     |
| Итого                            | —      | —       | —      | —     |

### Чемпионат мира по баскетболу 3x3
| Год         | Место          | Игры           | Победы         | Поражения      | Состав команды                                           |
| ----------- | -------------- | -------------- | -------------- | -------------- | -------------------------------------------------------- |
| 2012        | не участвовали | не участвовали | не участвовали | не участвовали | не участвовали                                           |
| Москва 2014 | 21             | 5              | 1              | 4              | Kasem Al Hamwi, Alicia Magarian, Rasha Skran, Haya Malki |
| 2016—н. в.  | не участвовали | не участвовали | не участвовали | не участвовали | не участвовали                                           |

### Азиатские игры
| Год           | Место          | Игры           | Победы         | Поражения      | Состав команды                                          |
| ------------- | -------------- | -------------- | -------------- | -------------- | ------------------------------------------------------- |
| Джакарта 2018 | 13             | 3              | 0              | 3              | Farah Assad, Noura Bshara, Johna Mbayed, Cedra Sulaiman |
| 2022          | не участвовали | не участвовали | не участвовали | не участвовали | не участвовали                                          |